# جون أرمسترونغ سميث
جون أرمسترونغ سميث (بالإنجليزية: John Armstrong Smith)‏ هو محامي وسياسي أمريكي، ولد في 23 سبتمبر 1814 في هيلزبورو في الولايات المتحدة، وتوفي بنفس المكان في 7 مارس 1892. حزبياً، نشط في الحزب الجمهوري. وقد انتخب عضو مجلس نواب أوهايو وانتخب عضو مجلس النواب الأمريكي.